# Хайме Торрес Бодет
Хайме Торрес Бодет (ісп. Jaime Torres Bodet; *1902, Мехіко — †1974, Мехіко) — мексиканський державний і політичний діяч, поет, прозаїк, есеїст, дипломат.

## Біографія
Народився у 1902 році в місті Мехіко, Мексика.
З 1922 по 1924 — директор Департаменту бібліотек Міністерства народної освіти Мексики.
З 1924 по 1929 — Викладач французької літератури.
З 1928 по 1931 — редактор журналу «Контемпоранеос» («Сучасники»).
З 1929 по 1940 — співробітник Міністерства закордонних справ Мексики, згодом співробітник Мексиканських посольств в Європейськиї країнах.
З 1940 по 1943 — заступник міністра закордонних справ Мексики.
З 1943 по 1946 — міністр народної освіти Мексики.
З 1946 по 1948 — міністр закордонних справ Мексики. Керівник мексиканської делегації на установчій конференції ЮНЕСКО.
З 1948 по 1952 — Генеральний директор ЮНЕСКО.

## Поезія
- «Спека» (1918);
- «В бреду» (1922);
- «Нові пісні» (1923);
- «Хата» (1923);
- «Дні» (1923);
- «Вірші» (1924).

## Проза
- роман «Туманна Маргарита» (1927);
- роман «Виховання почуттів» (1929);
- роман «Сентиментальне виховання» (La educacion sentimental) (1930);
- роман «Вигнання» (Destierro) (1930);
- роман «Прозерпіна» (Proserpina rescatada)(1931);
- роман «Денна зірка» (Estrella de dia, 1933);
- роман «Перше січня» (1934);
- розповіді «Народження Венери» (1941);
- мемуари «Пісочний час» (1955).